# Терек-Суу (Джалал-Абадская область)
Терек-Суу (кирг. Терек-Суу) — село в Токтогульском районе Джалал-Абадской области Кыргызстана. Административный центр Кетмень-Дебенского айылного аймака.

## География
Село расположено в северной части области, на левом берегу реки Терек-Суу, к северу от реки Узун-Ахмат, на расстоянии приблизительно 19 километров (по прямой) к западу от города Токтогула, административного центра района. Абсолютная высота — 1007 метров над уровнем моря.

## Население
Согласно оценочным данным Национального статистического комитета Кыргызской Республики, численность населения села на начало 2023 года составляла 4520 человек.
| год     | 2009 | 2014 | 2015 | 2020 | 2021 | 2023 |
| ------- | ---- | ---- | ---- | ---- | ---- | ---- |
| человек | 4259 | 4647 | 4543 | 4831 | 4598 | 4520 |